# Chlorostrymon
Genre
Chlorostrymon est un genre de lépidoptères (papillons) de la famille des Lycaenidae et de la sous-famille des Theclinae.
Ils résident en Amérique, Amérique centrale et Amérique du Sud.

## Liste des espèces
- Chlorostrymon clenchi Comstock & Huntington, 1943
- Chlorostrymon kuscheli (Ureta, 1949)
- Chlorostrymon maesites (Herrich-Schäffer, 1864)
- Chlorostrymon orbis Johnson & Smith, 1993
- Chlorostrymon simaethis (Drury, [1773])
- Chlorostrymon telea (Hewitson, 1868)[1].